# 50719 Elizabethgriffin
50719 Elizabethgriffin è un asteroide della fascia principale. Scoperto nel 2000, presenta un'orbita caratterizzata da un semiasse maggiore pari a 2,5834822 au e da un'eccentricità di 0,1343238, inclinata di 14,30320° rispetto all'eclittica.